# گت‌تکست
در رایانش، گت‌تکست (به انگلیسی: gettext) نام یک سیستم بین‌المللی‌سازی و محلی‌سازی است که عمدتاً در سیستم‌عامل‌های شبه یونیکس به منظور نوشتن برنامه‌های چندزبانه مورد استفاده قرار می‌گیرد. رایج‌ترین پیاده‌سازی از این سیستم، نرم‌افزار گنو gettext است که اولین بار در سال ۱۹۹۵ منتشر شد. gettext اولین بار در اوایل دهه ۱۹۹۰ در شرکت سان مایکروسیستمز نوشته شد.

## پیاده‌سازی‌ها
علاوه بر زبان سی، پیاده‌سازی‌هایی هم برای زبان‌های سی++، سی شارپ، ای‌اس‌پی‌دات‌نت ام‌وی‌سی، آبجکتیو-سی، پاسکال/آبجکت پاسکال، پوسته بورن، بش، لیسپ ایمکس، librep اسمال‌تاک، جاوا، AWK، هسکل، تی‌سی‌ال، پرل، پی‌اچ‌پی، روبی، R، لوآ، جاوااسکریپت، والا،  پایتون و زبان‌های دیگر وجود دارد.